# جوزيف جوفري
جوزيف جوفري (بالفرنسية:  Joseph Jacques Césaire Joffre)‏ كان جنرالًا فرنسيًّا خلال الحرب العالمية الأولى، اشتُهر بسبب تجميعه لجيوش الحلفاء المتراجعة واستخدام استراتيجيته العسكرية التي استطاع من خلالها هزيمة الألمان في معركة المارن الأولى عام 1914.

## روابط خارجية
- جوزيف جوفري على موقع IMDb (الإنجليزية)
- جوزيف جوفري على موقع الموسوعة البريطانية (الإنجليزية)
- جوزيف جوفري على موقع ألو سيني (الفرنسية)
- جوزيف جوفري على موقع ميوزك برينز (الإنجليزية)
- جوزيف جوفري على موقع قاعدة بيانات الأفلام السويدية (السويدية)
- جوزيف جوفري على موقع كينوبويسك (الروسية)